# Starożytne igrzyska olimpijskie

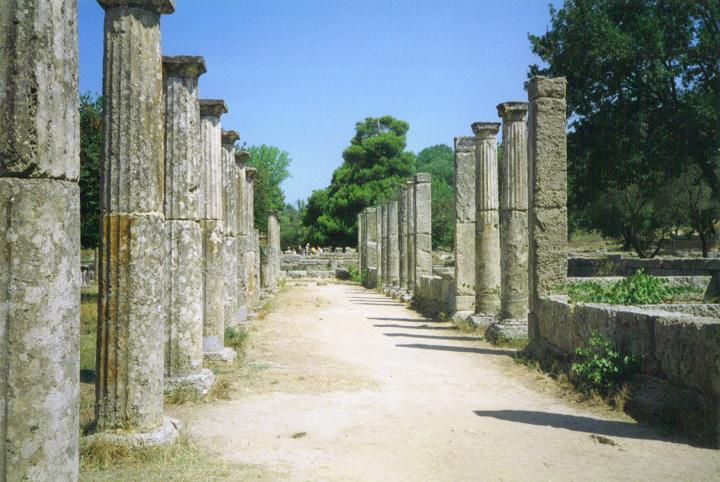
Olimpia – ruiny

Starożytne igrzyska olimpijskie (gr. hieroj olympiakoj agones – święte igrzyska olimpijskie) – panhelleńskie igrzyska odbywające się w cyklu czteroletnim ku czci boga Zeusa. Organizowano je w Olimpii (stąd nazwa igrzysk), mieście na Półwyspie Peloponeskim. Mogli w nich uczestniczyć wyłącznie mężczyźni.

## Historia

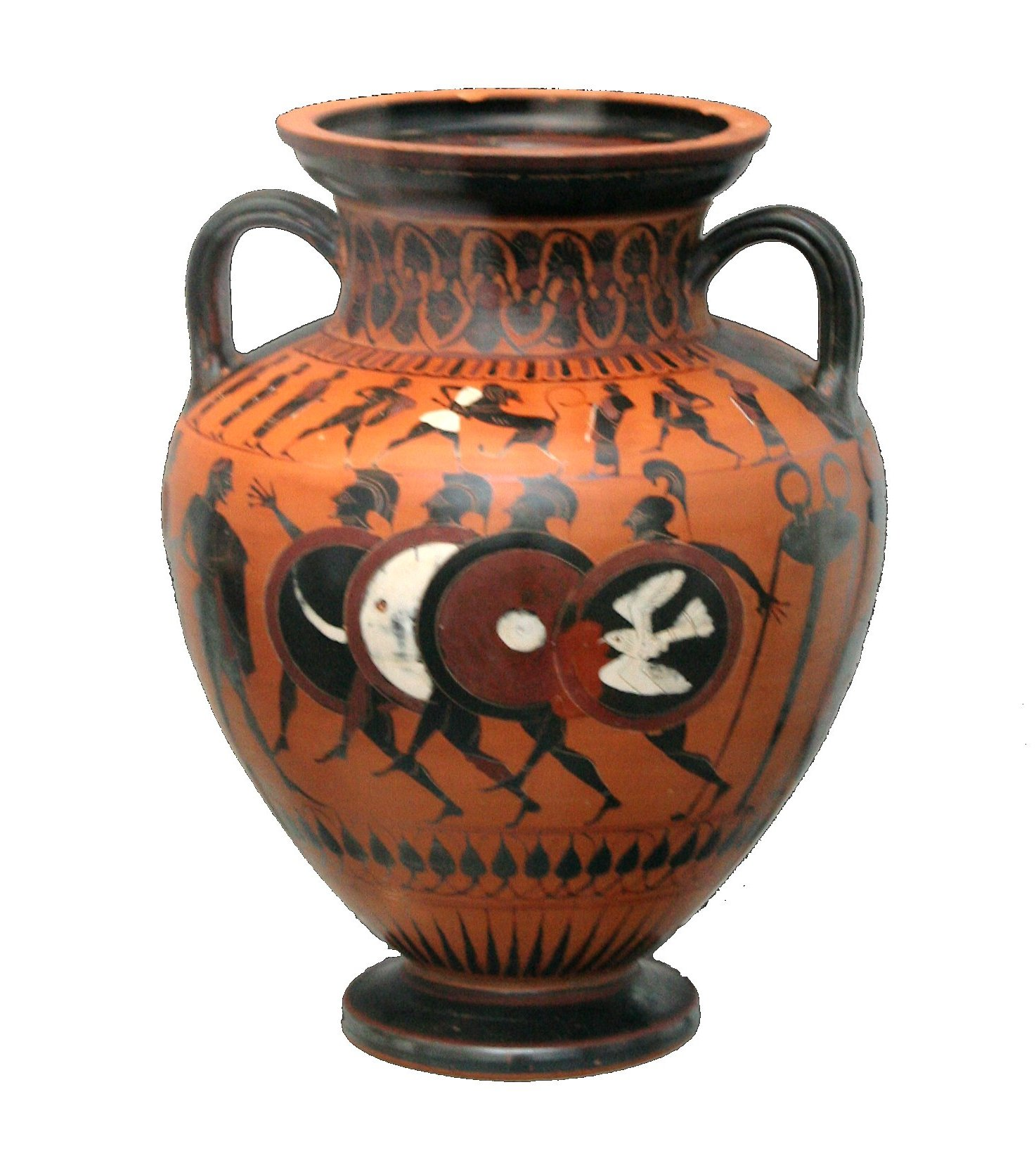
Amfora przedstawiająca biegaczy w konkurencji hoplites, czyli biegu w uzbrojeniu

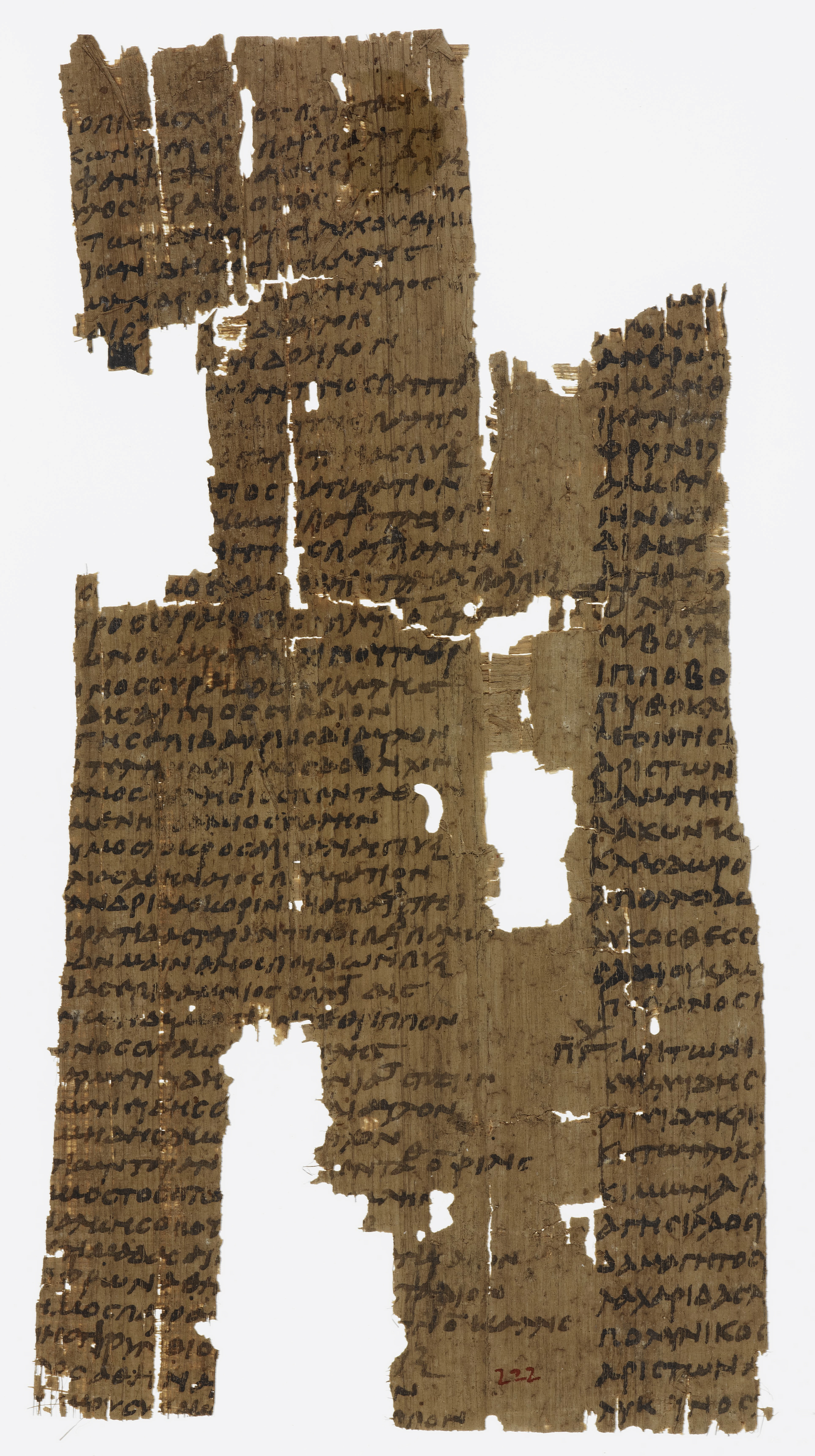
Zachowana lista zwycięzców igrzysk olimpijskich w latach 480–468 p.n.e., 456–448 p.n.e.

Nie są znane dokładne początki igrzysk olimpijskich. Data pierwszych igrzysk w Olimpii przyjmowana jest na rok 776 p.n.e., a zwycięzcą w nich był Koroibos z Elidy. Według mitów ich inicjatorem był Herakles Idajski, jeden z braci Kuretów, którzy opiekowali się Zeusem. To właśnie Herakles wezwał pozostałych braci do rywalizacji w biegach, a zwycięzcę udekorował gałązką oliwną.
Igrzyska organizowano zawsze w czasie drugiej pełni Księżyca po przesileniu letnim, czyli na przełomie lipca i sierpnia. Miesiąc przed oraz podczas igrzysk olimpijskich w Grecji obowiązywał święty pokój (ekechejria), a udział w nich mogli brać wyłącznie nieobciążeni przestępstwem wolni obywatele Hellady. Występowali oni nago z wyjątkiem wyścigów rydwanów oraz hoplites – wyścigu w pełnym uzbrojeniu. Kobiety nie brały udziału w uroczystości, nawet w charakterze widzów. Jedyną uprawnioną do oglądania igrzysk kobietą była kapłanka bogini Demeter, której świątynia znajdowała się na terenie Olimpii. Mężatki opuszczały Olimpię na czas zawodów. Nad przebiegiem wszystkich konkurencji czuwali sędziowie – hellanodikowie. Przewodnictwo nad igrzyskami sprawowało jedno z miast – Pisa lub Elida. Rywalizacja między nimi doprowadziła w końcu do starć zbrojnych, w wyniku których Pisa została zniszczona (572 p.n.e.), a przewodnictwo objęła Elida. Igrzyska trwały początkowo tylko 1 dzień, a jedyną konkurencją był wyścig na jedną długość stadionu (około 600 stóp olimpijskich), czyli około 192 metry. Potem – w miarę dodawania konkurencji – przedłużono je do pięciu. Nagrodami dla zwycięzców w początkowym okresie były wieńce z gałązek oliwnych, a później również wynagrodzenie pieniężne, co mogło stanowić pokusę do nieuczciwej walki i korupcji.
Starożytni Grecy przywiązywali dużą wagę do sprawności fizycznej, uważali, że ćwiczenia gimnastyczne zapewniają zdrowie i świadczą o doskonałości człowieka (ideał kalokagatii). Szczególnego znaczenia nabierało to w czasie wojny, gdy wojownicy musieli być sprawni do walki. Młodzi mężczyźni we wszystkich miastach-państwach stawali do współzawodnictwa w zawodach lekkoatletycznych. Igrzyska olimpijskie były tak wielkim wydarzeniem, że na czas ich trwania przerywano wojny, by wojujący mogli wziąć udział w zawodach, a widzowie – bezpiecznie dotrzeć do Olimpii.
Igrzyska organizowano ku czci Zeusa i dla niego też zapalano specjalny znicz w świętym gaju oliwnym w Olimpii. Najbardziej czczonym w starożytnej Grecji sanktuarium Zeusa, a zarazem centralnym punktem olimpijskiego kompleksu, było Altis. Choć przez pierwsze lata olimpiad był to tylko gaj, stopniowo wypełniały go świątynie, miejsca kultu i posągi wzniesione ku czci Zeusa. Znajdował się tam wielki ołtarz, który nie przetrwał do naszych czasów, a jego wygląd znamy jedynie z opisu Pauzaniasza – ówczesnego kronikarza.
Igrzyska olimpijskie były zarówno imprezą sportową, jak również świętem religijnym. Każdy przybywający do Olimpii niósł ze sobą dar dla Zeusa lub jednego z pozostałych bogów. Na polach wokół miasta rozstawiano namioty, niektórzy spali pod gołym niebem, ponieważ nie istniały jeszcze hotele lub inne kwatery.
Obiekty, które znajdowały się w Olimpii, to m.in. stadion z bieżnią, gimnazjon, buleuterion, pracownie rzeźbiarzy, łaźnie.
W niektórych greckich miastach-państwach dla upamiętnienia olimpijskich sukcesów ich obywateli bito monety i pisano utwory poetyckie: wiersze czy pieśni. Jednym z najbardziej upamiętnionych zawodników był Filip II z Macedonii, który na pamiątkę swoich zwycięstw wzniósł budynek, zwany Filipejon.
Igrzyska olimpijskie trwały do roku 393 n.e.; ze względu na pogański charakter oraz wiele sytuacji łamania regulaminu zawodów (m.in. zawieszenia broni czy uczestnictwa w zawodach jedynie Greków) zostały zniesione przez cesarza Teodozjusza I Wielkiego.
Starożytne greckie igrzyska olimpijskie stanowiły wzór dla Pierre’a de Coubertina, który w roku 1896 w Atenach zapoczątkował nowożytne igrzyska olimpijskie.

## Przebieg igrzysk

### Dzień pierwszy
Wszyscy zawodnicy uczestniczyli w obrzędach ku czci Zeusa i przysięgali wraz z ojcami i swym rodzeństwem, że będą walczyć uczciwie. Każdy składał przysięgę, że nie dopuści się żadnego oszustwa na zawodach, co potwierdzali drugą przysięgą, gwarantującą, że pilnie przykładali się do ćwiczeń przez poprzednie 9 miesięcy. Zaprzysięgani byli również sędziowie. Zawodników, którzy nie dotrzymywali przysięgi i walczyli nieuczciwie, piętnowano, karano grzywną i ku przestrodze innych stawiano im potępiające pomniki (zames).

### Dzień drugi
Rano rozgrywano wyścigi rydwanów na hipodromie, natomiast po południu rozgrywany był pentatlon, czyli pięciobój składający się z następujących konkurencji: bieg, skok w dal, rzut dyskiem i oszczepem oraz zapasy.

### Dzień trzeci
O poranku ponownie składano ofiary Zeusowi (ze 150 wołów), natomiast po południu odbywały się biegi chłopców.

### Dzień czwarty
W tym dniu rozgrywane były zawody, których celem było wykazanie się odwagą i wytrwałością – zapasy, boks, pankration, wyścigi w pełnym uzbrojeniu.

### Dzień piąty
W ostatnim dniu zwycięzcy (olimpionicy) otrzymywali wieńce oliwne z gałęzi świętej oliwki (kalistefanos), mieli także prawo do postawienia swego posągu w gaju Zeusa.

## Konkurencje
Biegi krótkodystansowe były najważniejszą dyscypliną igrzysk – każdą olimpiadę nazywano później imieniem zawodnika, który w nich zwyciężył. Rozgrywano je na dystansie jednego stadionu (192,8 m), czyli okrążenia bieżni olimpijskiego stadionu. Ścigano się również na dystansie średnim (diaulos) – 2 stadiów, i długim (dolichos) – 20–24 okrążeń. Prawdopodobnie najsłynniejszym zawodnikiem był Leonidas z Rodos, który wygrał bieg na wszystkich trzech dystansach podczas czterech kolejnych olimpiad. Przed każdym biegiem zawodnicy wykonywali ćwiczenia rozgrzewające, a ten, kto popełnił falstart, karany był chłostą. Znana była jeszcze jedna dyscyplina dla biegaczy – hoplites, czyli bieg w wyposażeniu wojennym (hełm, nagolenniki i okrągła tarcza).
Rzut dyskiem i oszczepem – dyski wykonane były z brązu, marmuru i ołowiu, ważyły od 6 do 7 kg. Rekord rzutu wynosił 30 metrów. Oszczepy natomiast wykonane były z lekkiego drewna i w połowie drzewca miały przewiązaną pętlę. Rekordowa odległość rzutu to 91 metrów. Malowidła znalezione na amforach często przedstawiają zawodników z trzema oszczepami, co sugeruje, że dozwolone były trzy rzuty.
Skok w dal – ówczesny skok w dal znacznie różnił się od znanego współcześnie. Skoczek trzymał w rękach tzw. ciężarki zamachowe, mające rzekomo wpływać na długość skoku (współczesne próby tego nie potwierdziły). Badacze odtworzyli ich użycie na podstawie analizy malowideł na amforach: skaczący odbijając się wyrzucał je do przodu, a następnie tuż przed lądowaniem szybko cofał za siebie. Według starożytnych Greków była to najtrudniejsza dyscyplina.
Zapasy i pankration – walczono w dwóch kategoriach zapasów: stojących i naziemnych. W stojących należało trzy razy przewrócić przeciwnika na ziemię. Zapasy naziemne trwały do momentu poddania się jednego z zawodników poprzez podniesienie ręki z wyciągniętym kciukiem. Gryzienie i drapanie było zabronione. Naoliwione ciało zapaśnicy obsypywali piaskiem dla umożliwienia pewniejszych chwytów przeciwnikowi. Po walce zeskrobywali ze skóry oliwę, pył i piasek za pomocą specjalnej skrobaczki, zwanej strigilis (łac. strigillum). Pankration był uwielbianą przez widzów brutalną dyscypliną, zawierającą elementy boksu i zapasów na zasadzie dozwolenia wszelkich chwytów („wolnoamerykanka”).
Boks był również bardzo brutalnym, ale popularnym sportem. Od samego początku stosowano rodzaj rękawic bokserskich. Na początku owijano nadgarstki długimi pasami z miękkiej skóry, pozostawiając wolne palce. Później zaczęto używać pasów z twardszej skóry. Najniebezpieczniejsze rękawice stosowano w czasach rzymskich – wzmacniano je żelazem i kawałkami ołowiu. Zawody odbywały się na otwartej przestrzeni; nie wiadomo, czy istniał rodzaj ringu.
Wyścigi konne i wyścigi zaprzęgów – zaprzęgi ścigały się w dwóch kategoriach: dwukonnych i czterokonnych. Właściciele koni i zaprzęgów zazwyczaj sami nie brali udziału w wyścigach, tylko wynajmowali jeźdźców i woźniców. Wieniec zwycięzcy otrzymywał jednak właściciel, a jeździec dostawał szarfę. Właściciele szczególnie ubiegali się o zwycięstwo w zawodach czterokonnych zaprzęgów, czyli kwadrygach. Rydwany były zbudowane z drewna, wiklinowej plecionki i nie były resorowane. Po wyścigach zaprzęgów na tym samym torze odbywały się wyścigi konne. Jeźdźcy jeździli na oklep i bez strzemion – siodło i strzemiona nie były jeszcze znane.
Poza tymi głównymi sportami rozgrywano także inne konkurencje, jednak nie na taką skalę. Popularną dyscypliną była np. gra w piłkę przypominająca dzisiejszy hokej.

## Obiekty sportowe

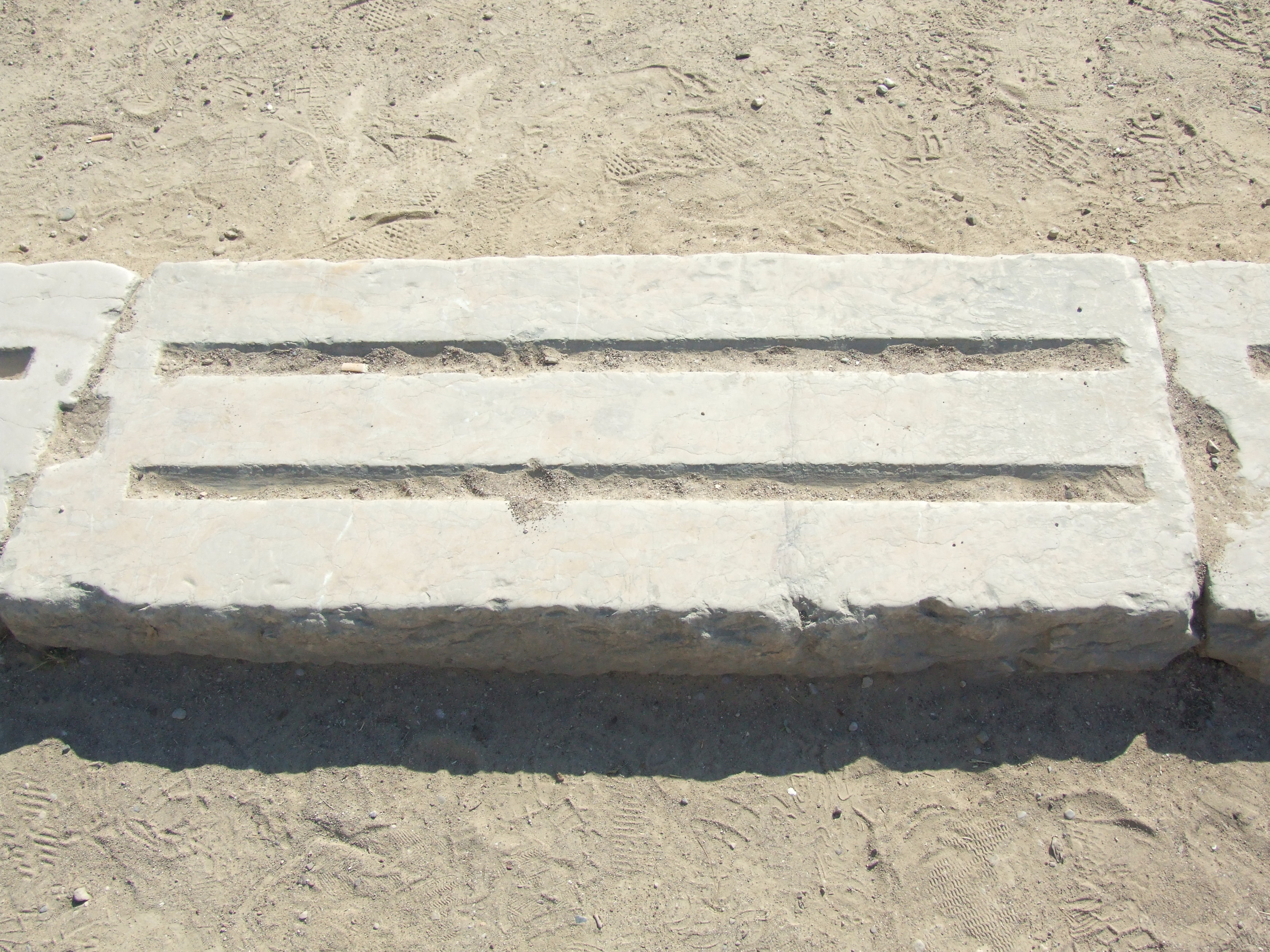
Zachowana linia startowa w Olimpii

### Stadion
Większość zawodów, z wyjątkiem wyścigów konnych i wyścigów rydwanów, odbywała się na stadionie. Był to prostokąt, otoczony ze wszystkich stron skarpami, na których gromadzili się widzowie. Długość bieżni wynosiła 192,8 m (600 stóp), co przyjęto jako ogólnie stosowaną miarę długości. Na obu krańcach bieżni znajdował się rząd bloków startowych z miejscami na oparcie stóp. Podczas pierwszych igrzysk linię startu rysowano na piasku. Bieżnia była odgrodzona od widowni małymi kamieniami. Za nim biegł kanał, który dostarczał zimnej wody do picia dla widzów. Po jednej stronie bieżni znajdowało się podwyższenie dla sędziów. Publiczność, łącznie z sędziami, obserwowała zawody na stojąco. Zawodnicy i sędziowie przechodzili z Altis na stadion specjalnym krytym tunelem. Wspomniany wcześniej Pauzaniasz opisuje także elementy, który nie zachowały się do dziś, m.in. hipodrom wraz z zespołem bramek startowych.

### Gimnazjonipalestry
W zachodniej części Olimpii dominowały dwa budynki: gimnazjon i palestry. Były to miejsca ćwiczeń. W ruinach gimnazjonu odkryto tor wyścigowy, tej samej długości, co tor na stadionie, z blokami startowymi na obu końcach. Mogło tam równocześnie trenować wielu sportowców. Palestra była mniejsza, tworzyła ją kwadratowa kolumnada, otaczająca dziedziniec. Trenowali tam bokserzy, zapaśnicy i skoczkowie w dal. W palestrze znajdowały się również pokoje, gdzie zawodnicy namaszczali ciała, posypywali się pyłem i odpoczywali, oraz łaźnia. Znajdowało się tam również wiele rodzajów urządzeń kąpielowych: zimne i gorące łaźnie, łaźnie parowe oraz basen kąpielowy.
W Olimpii znajdowało się wiele innych budynków służących sportowcom, obrzędom religijnym lub administracji.

## Święto wszystkich Greków
Igrzyskami w Olimpii zainteresowane były wszystkie polis greckie. W okres igrzysk i miesiąc przed zawodami przestrzegano ogólnogreckiego rozejmu – ekechejrii (pokój boży). Zawieszano wykonywanie kary śmierci i tok procesów sądowych. Do miast i kolonii greckich wysyłano posłów, którzy ogłaszali termin igrzysk. Poza głównymi uroczystościami na cześć zwycięzców, odbywały się także prywatne przyjęcia, na których bawiono się przy dźwiękach muzyki. Na takie okazje często pisano ody.

### W literaturze pięknej
- Jan Parandowski, Dysk olimpijski, Warszawa: Iskry, 1987, OCLC 18569682. Brak numerów stron w książce
- Lucjan Rydel, Ferenike i Pejsidoros, Warszawa: Nasza Księgarnia, 1970, OCLC 749269197 [dostęp 2020-07-20]. Brak numerów stron w książce